# Charles G. Koch
Pour les articles homonymes, voir Koch.
 (juillet 2011).
Si vous disposez d'ouvrages ou d'articles de référence ou si vous connaissez des sites web de qualité traitant du thème abordé ici, merci de compléter l'article en donnant les références utiles à sa vérifiabilité et en les liant à la section « Notes et références ».
Charles de Ganahl Koch (né le 1er novembre 1935) est un milliardaire, chef d'entreprise et puissant lobbyiste américain libertarien. 
Il est directeur général, président du conseil d'administration et propriétaire de 42 % de Koch Industries, Inc., la deuxième plus grande entreprise non-cotée en bourse des États-Unis.
En 2023, il est le 17e homme le plus riche du monde. 
Il est connu pour financer plusieurs dizaines de laboratoires d'idées libertariens ou conservateurs, ainsi que de nombreuses organisations culturelles et sportives.

## Homme d'affaires
Son frère David H. Koch possède lui aussi 42 % de Koch Industries, et en est le vice-directeur général. Les frères ont hérité de l'entreprise de leur père, Fred C. Koch (en)., dont ils ont multiplié le poids initial financier 2 600 fois. À la base spécialisée dans le raffinage pétrolier et les produits chimiques, l'entreprise s'est étendue aux produits dérivés du pétrole (polymères, fibres textiles, fertilisants), aux équipements et technologies d'industrie (maintenance industrielle, contrôle anti-pollution), aux services de transactions commerciales et divers autres domaines de consommation (produits forestiers et d'élevage). On leur associe des marques de grande distribution telles que Stainmaster (tapis), Lycra (fibre), Quilted Northern (en) (sopalin) et Dixie (papeterie). Selon le magazine Forbes, sa fortune serait estimée à 42,8 milliards de dollars américains ce qui en fait le neuvième individu le plus riche au monde titre qu'il partage avec son frère David H. Koch. Le cabinet d’avocats Appleby lui a monté un système de sociétés écrans dans des paradis fiscaux pour réduire ses impôts.

## Opinions politiques et économiques
Koch se considère comme un libéral classique, mais est perçu comme libertarien. À l’élection présidentielle de 1980, il a présenté avec son frère David Koch ses propres candidats contre Reagan, sous l'étiquette du Libertarian Party.
Il affirme ainsi : « Mon idée générale, c'est de minimiser le rôle du gouvernement et de maximiser celui de l'économie privée, ainsi que les libertés individuelles ». À travers une kyrielle de laboratoires d'idées et d'ONG, il promeut avec ses frères la dissémination d'idées favorables à sa vision politique du monde. Opposés à toute vision écologique, ils ont ainsi financé entre 2003 et 2010 pour près de 350 millions d'euros dans la vulgarisation scientifique pour aider des organisations diffusant des informations sur le climat, et se sont opposés à la politique de l'Obamacare, en faisant valoir que de tout temps les politiques sociales avaient été conçues pour enrichir leurs concepteurs.
Dans une interview à l'American Journal of Business (en), Koch avoue « avoir une grande dette envers les géants de l'école autrichienne [d'économie] ». Et d'ajouter : « Ils ont développé des principes qui ont permis d'enrichir ma compréhension de notre monde, et ces idées ont été un moteur à l'élaboration d'une gestion de marché (market-based management) », citant à ce compte les travaux de Ludwig von Mises et Friedrich Hayek. 
Il se revendique aussi de Alexis de Tocqueville, Adam Smith, Michael Polanyi, Joseph Schumpeter, Julian Simon, Paul Johnson, Thomas Sowell, Charles Murray[Lequel ?] ou Brian Doherty (en).
Il juge la présidence de George W. Bush mauvaise. À ce dernier, il préfère les figures de George Washington, Grover Cleveland, et Calvin Coolidge. Il a dénoncé l'élection de Barack Obama le jour même en envoyant à tous ses salariés un courrier faisant état de « la plus grande perte de liberté et de prospérité depuis les années 1930 ».